# Vaios Karagiannis
Vaios Karagiannis (25 de junho de 1968) é um ex-futebolista e treinador profissional grego.

## Carreira
Vaios Karaginnis começou no Anagennisi Karditsas, jogou por quase toda sua carreira no AEK Atenas, onde fez história no clube como defensor, defendeu ainda o o Poseidon Piraeus, e fechou a carreira no Anagennisi Karditsas, onde foi sua primeira experiência como técnico, Karagiannis, jogou a Copa do Mundo de 1994.  